# Site marécageux d'importance nationale Les Gurles/Les Communs de Maules
Le site marécageux d'importance nationale Les Gurles/Les Communs de Maules est marais situé dans le canton de Fribourg. 
L'aire protégée est inscrite à l’inventaire fédéral des hauts-marais et des marais de transition d’importance nationale depuis 1991. 

## Situation

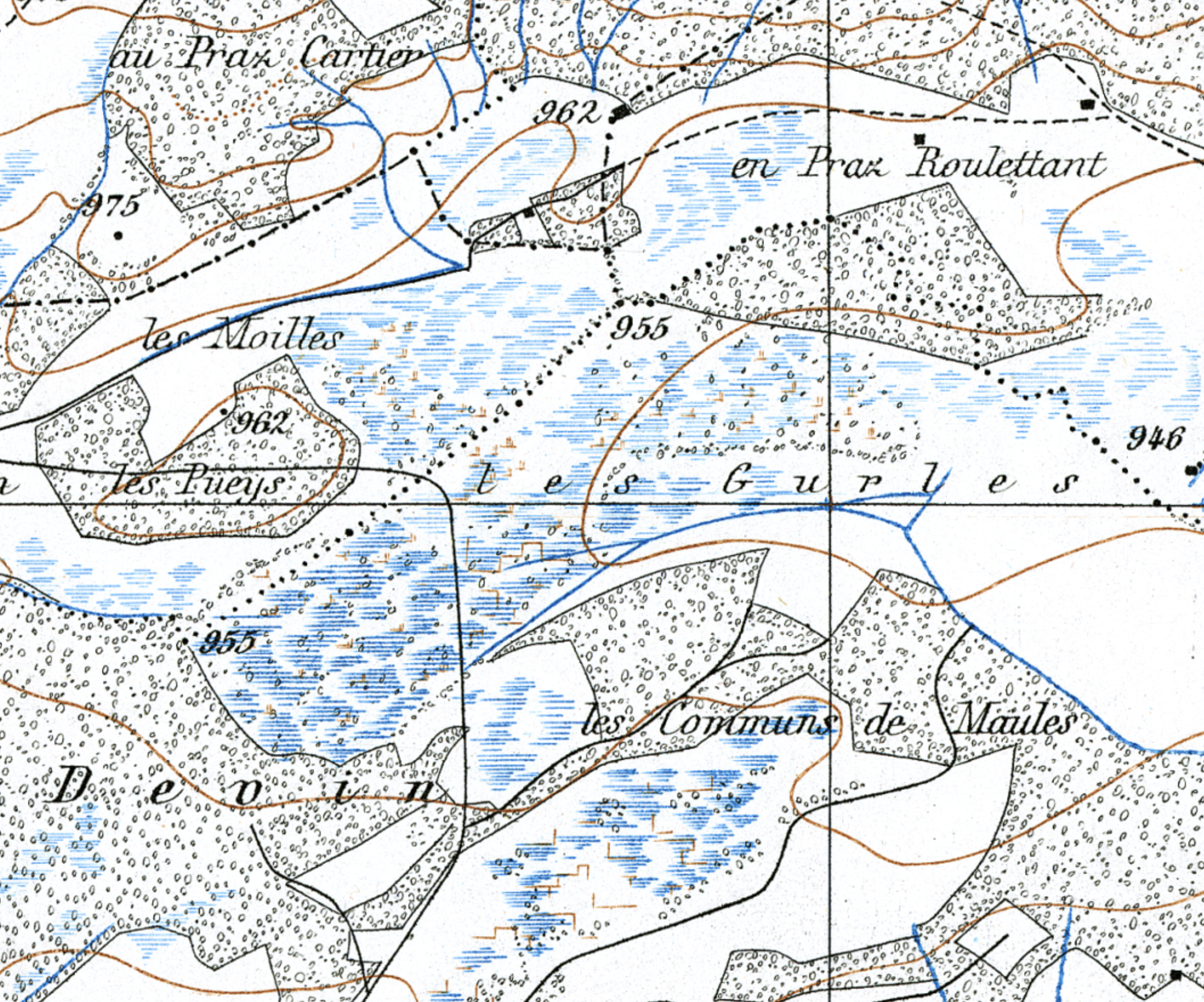
Cartographie au début du XXe siècle (extrait de la carte Siegfried).

Le marais se situe à une altitude moyenne de 950 mètres, dans le paysage vallonné du Gibloux, à l'ouest de Bulle, sur le territoire des communes fribourgeoises de Sâles et de Marsens. Il se situe près du village de Maules. Le nom de Gurles (I Gurlè, en patois, sur certaines cartes nationales) est dérivé du mot d'origine franco-provençale gurla qui désigne une zone marécageuse. Le terme de Communs de Maules désigne d'anciens pâturages communaux.
La topographie a un caractère morphologique glaciaire. Sur la colline près des Gurles, une longue selle forme un large creux plat avec une vaste zone marécageuse drainée à la fois à l'ouest et à l'est ; les deux côtés de la montagne se trouvent dans le bassin fluvial de la Sarine. A l'est, le Gérigno (également orthographié Gérignoz) sort du marais et se jette dans le lac de la Gruyère à Vuippens, huit kilomètres plus loin.
Le marais des Gurles lui-même couvre une superficie de plus de 200 hectares, mais la zone protégée fait environ 48 hectares.

## Histoire
Au XXe siècle, la tourbe est extraite du marais de manière intensive, notamment pour produire du combustible. Au milieu du XXe siècle, Werner Lüdi, directeur de l'Institut de recherche géobotanique Rübel à Zurich, scrute les marais du canton de Fribourg. Sous son impulsion, la Société des sciences naturelles de Fribourg entre en pourparlers avec les communes de Sâles et de Maules en vue d'acheter le terrain. La transaction avec Sâles n'aboutit pas en raison d'un prix trop élevé, et celle avec Maules non plus car « il n'y a pour ainsi dire plus rien à protéger ».
En 1964, la Commission fribourgeoise pour la protection de la nature attire l'attention sur la valeur de la zone.
Toutefois, la tourbière demeure exploitée jusqu'en 1978.
Par la suite, la zone naturelle est également utilisée par les forces aériennes suisses pour des exercices. En raison de l'exploitation de la tourbe et du drainage, le bois s'est répandu sur de nombreuses parties des tourbières surélevées d'origine. Les petits étangs se trouvent maintenant dans les dépressions créées lors de l'extraction de la tourbe. Depuis la promulgation des réglementations protectrices, le bilan hydrique de la zone a été corrigé par des mesures structurelles et forestières afin que le marais puisse se régénérer lentement.
Le marais a été rendu accessible par une passerelle en bois pour les visiteurs, ce qui permet d'y effectuer des randonnées. En hiver, des pistes de ski de fond traversent la zone protégée.